# Hans Pedersson
Hans Pedersson, född före 1646, död 6 juli 1688 i Skänninge, Östergötlands län, var en svensk borgmästare i Skänninge stad.

## Biografi
Pedersson var före 1646 stadsnotarie (stadsskrivare) i Skänninge. Han blev 3 juli 1656 borgmästare i Skänninge stad. Pedersson avled 6 juli 1688 i Skänninge.

### Familj
Pedersson gifte sig med Brita Arvidsdotter (död 1689). De fick tillsammans fem söner och fyra döttrar.